# Guatteria jurgensenii
Guatteria jurgensenii là loài thực vật có hoa thuộc họ Na. Loài này được Hemsl. mô tả khoa học đầu tiên năm 1878.